# Kamazija
Kamazija (lat. Camassia), biljni rod iz porodice šparogovki, dio je potporodice saburovki. Postoji više vrsta koje rastu po Sjevernoj Americi
Na američkom sjeverozapadu i području Platoa, bila je važan izvor prehrane tamošnjih indijanskih plemena,

## Vrste
1. Camassia angusta (Engelm. & A.Gray) Blank.
2. Camassia cusickii S.Watson
3. Camassia howellii S.Watson
4. Camassia leichtlinii (Baker) S.Watson
5. Camassia quamash (Pursh) Greene
6. Camassia scilloides (Raf.) Cory

## Sinonimi
- Bulbedulis Raf.
- Cyanotris Raf.
- Lemotrys Raf.
- Quamasia Raf.
- Sitocodium Salisb.
- Stilla W.Young